# 维多利亚剧院及音乐会堂
1°17′17.7″N 103°51′05.9″E / 1.288250°N 103.851639°E

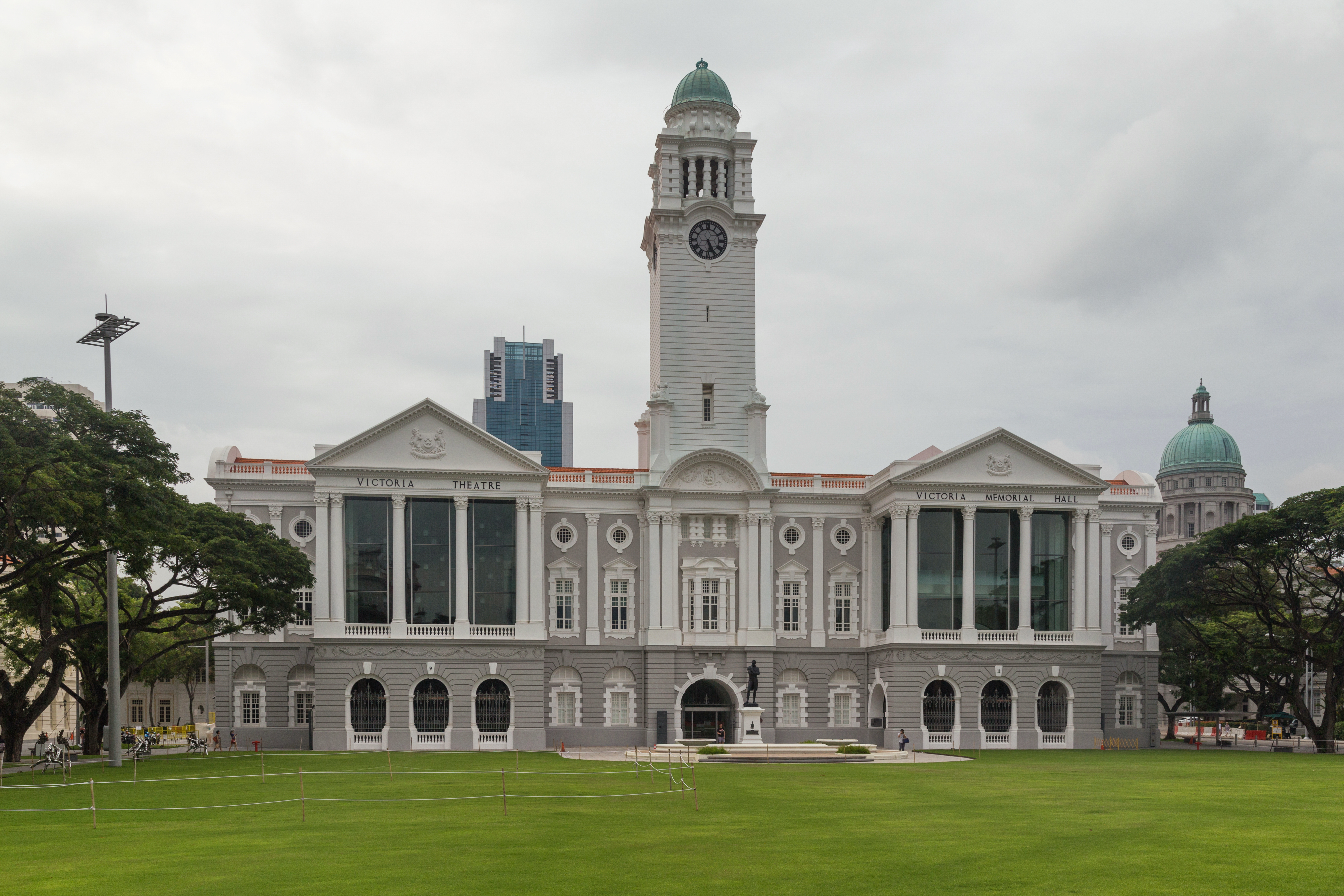
维多利亚剧院及音乐会堂

维多利亚剧院及音乐会堂（英语：Victoria Theatre and Concert Hall）是新加坡的一组建筑，两座建筑由一座高54米的钟楼（建于1906年）连接。

## 历史
1919年2月6日，新加坡的建城一百周年时，一尊莱佛士雕像移到纪念馆前，由新建的半圆形柱廊和池塘环绕。
第二次世界大战的新加坡战役期间，纪念馆曾被用作医院，收容遭日军轰炸的受害者。在日本占领期间，虽然柱廊被摧毁，但是建筑物本身未受重大损害，莱佛士的塑像转移到国家博物馆。战争结束后，这座雕像于1946年回到原来的地点。此处也是日本战争罪行的审判场地。1954年11月21日，人民行动党在此成立。
1979年，纪念馆改建为维多利亚音乐会堂，以容纳新加坡交响乐团（SSO）。
维多利亚剧院及音乐会堂在1992年2月14日公布为国家历史文物。